# Prix national de la danse (Espagne)
Le Prix national de la danse de l'Espagne est un prix annuel décerné par le ministère de la Culture depuis 1988 et est réglementé par le décret royal de 1995, ainsi que d'autres prix nationaux. Il est décerné par un jury et sous deux formes depuis 2000 : interprétation et création.

## Lauréats
- 2023 : Rafaela Carrasco (de) et Melania Olcina[2]
- 2022 : Ana Morales (en) et Andrès Marín Vargas
- 2021 : Patricia Guerrero (es) et Sol León (es)
- 2020 : Iratxe Ansa (es) et Jesús Carmona Moreno
- 2019 : Dácil González (es) et Estévez/Paños y Compañía
- 2018 : Olga Pericet (en)[3] et Antonio Ruz
- 2017 : Manuel Arroyo Liñán et Compañía Kukai Dantza
- 2016 : Joaquín De Luz (en) et Sol Picó (en)
- 2015 : Rubén Olmo (es) et Compañía La Intrusa Dansa
- 2014 : Nazareth Panadero et Daniel Abreu (es)[4]
- 2013 : Isabel Bayón et Marcos Morau (es)
- 2012 : Zenaida Yanowsky et Mónica Valenciano
- 2011 : Javier Latorre (en) et Goyo Montero Morell (en)
- 2010 : Àngels Margarit et Rocío Molina
- 2009 : Compañía Mal Pelo (en) et Lola Greco (en)
- 2008 : Juan Carlos Santamaría (es) et Javier Barón (es)
- 2007 : Carmen Werner (es) et Manuela Carrasco (es)
- 2006 : Ananda Dansa et Chevi Muraday
- 2005 : Israel Galván et Lucía Lacarra (en)
- 2004 : Teresa Nieto (es) et íida Gómez
- 2003 : Nacho Duato et Sara Baras
- 2002 : María Pagés et Ángel Corella (en)
- 2001 : Manuel Segovia (Enmanuel Berruezo Chávez) et Eva Yerbabuena (en) (Eva Garrido García)
- 2000 : 10 & 10 Danza (es) et Maria Ribot (La Ribot)
- 1999 : José Carlos Martínez
- 1998 : María Giménez
- 1997 : José Antonio Ruiz de la Cruz (es) (José Antonio)
- 1996 : Cesc Gelabert (es)
- 1995 : Antonio Canales
- 1994 : Ramón Oller (es)
- 1993 : Trinidad Sevillano
- 1992 : Mario Maya (en)
- 1991 : Cristina Hoyos
- 1990 : Ana Laguna (en)
- 1989 : Víctor Ullate Andrés
- 1988 : Antonio Gades